# Seznam francoskih filmskih režiserjev
Seznam francoskih filmskih režiserjev in scenaristov

## A
- Olivier Adam (scenarist)
- Antoine d'Agata
- Pierre Aïm (direktor fotografije)
- Alexandre Aja
- Jean-Gabriel Albicocco
- Henri Alekan (1909-2001) (direktor fotografije)
- Alexandre Alexéieff (rusko-fr. animator...)
- Marc Allégret
- Yves Allégret
- René Allio
- Patrick Alessandrin
- Nestor Almendros (snemalec šp.-katal. porekla)
- Pierre Alt
- Mathieu Amalric
- Jean-Pierre Améris
- Jean-Baptiste Andrea
- Yannick Andréi
- Anémone ?
- Hélène Angel
- Claude d'Anna
- Jean-Jacques Annaud
- Jean Anouilh (scenarist)
- Sólveig Anspach (1960-2015) (islandsko-francoska/nem.-romun.rodu)
- André Antoine
- Adolfo Arrieta
- Olivier Assayas
- Éric Assous (Tunizijec)
- Alexandre Astruc
- Aure Atika
- Éric Atlan
- Yvan Attal
- Stéphane Aubier
- Frédéric Auburtin
- Jacques Audiard
- Michel Audiard (scenarist) Paul Michel Audiard
- Jacqueline Audry
- Jean Aurel (romun. rodu)
- Jean Aurenche (scenarist)
- Claude Autant-Lara (1901-2000)
- Daniel Auteuil
- Gabriel Axel (dansko-fr.)
- Lisa Azuelos

## B
- Raphaëlle Bacqué (scenaristka)
- Pascale Bailly
- Josiane Balasko (Balašković)
- Gilles Balbastre (scenarist)
- Albert Band (francosko-ameriški)
- Édouard Baer
- Jacques Baratier (1918-2009)
- Jacques (de) Baroncelli
- Jean-Louis Barrault
- Jonathan Barré
- Odile Barski (scenaristka)
- André Bazin (teoretik)
- Xavier Beauvois
- Jacques Becker
- Jean Becker
- Frédéric Beigbeder
- Jean-Jacques Beineix
- Yanick Bellon (Marie-Annick Bellon)
- Véra Belmont
- Lucas Belvaux
- Nicolas Benamou
- Robert Benayoun?
- Laurent Bénégui
- Jean Bénoît-Lévy
- Faouzi Bensaïdi (maroško-francoski)
- Farid Bentoumi
- Luc Béraud
- Alain Berbérian (libanonsko-armenskega rodu) (1953-2017)
- Raymond Bernard
- Claude Berri
- André Berthomieu
- Guy-Philippe Bertin
- Juliet Berto
- Jean-Louis Bertucelli
- Éric Besnard
- Jacques Besnard
- Luc Besson
- Rémi Bezançon
- Enki Bilal (Enes Bilalović)
- Thierry Binisti
- Didier Bivel
- Gérard Blain?
- Michel Blanc
- Pascal Blanchard
- Francis Blanche?
- Bertrand Blier
- Roger Blin
- Antoine Blossier
- Patrick Blossier (direktor fotografije-snemalec)
- Jean Boffetty (snemalec)
- Michel Boissrond
- Yves Boisset
- Claude Boissol
- Bertrand Bonello
- Pascal Bonitzer
- Dany Boon
- Bernard Borderie
- Lucie Borleteau
- Walerian Borowczyk (poljsko-francoski)
- Pierre Bost (scenarist)
- Rachid Bouchareb (Francoz alžirskega porekla)
- Ludovic & Zoran Boukherma
- Élodie Bouchez
- Nicolas Boukhrief
- Michel Bouquet
- Martin Bourboulon
- Serge Bozon
- Guillaume Brac
- Gérard Brach
- Zabou Breitman
- Catherine Breillat
- Robert Bresson (1901-1999)
- Jean-Claude Brialy
- Jean-Claude Brisseau
- Stéphane Brizé
- Philippe de Broca
- Hervé Bromberger
- Jean-Marc Brondolo
- Noël Burch
- Valeria Bruni Tedeschi (italijansko-francoska)
- Luis Buñuel (Španec)

## C
- Thomas Cailley
- Ivan Calbérac
- Henri Calef
- André Calmettes
- Marcel Camus
- Guillaume Canet
- Laurent Cantet
- Albert Capellani
- Éric Caravaca
- Leos Carax (Alex Christophe Dupont)
- Christian Carion
- Pierre Carles (kritični dokumentarist)
- Claude Carliez
- Brieuc Carnaille
- Marcel Carné
- Emmanuel Carrère
- Jean-Claude Carrière (scenarist)
- Frank Cassenti (dokumentarist)
- Jean-Max Causse
- Alberto Cavalcanti (brazilsko-franc.)
- Alain Cavalier (pr.i. Fraisse)
- Fred Cavayé
- André Cayatte
- Jean Cayrol
- Clémentine Célarié
- Alain Chabat ?
- Claude Chabrol
- Christian de Chalonge
- Caroline Champetier (direktorica fotografije)
- Mehdi Charef (alžirskega rodu)
- André Charpak
- Hubert Charuel
- Philippe de Chauveron
- Louis Chavance (scenarist)
- Damien Chazelle (francosko-ameriški)
- Pierre Chénal (Pierre Cohen)
- Patrice Chéreau
- Malik Chibane
- David Chizallet (direktor fotografije)
- Sylvain Chomet (animator)
- Henri Chomette
- Christian-Jaque (Christian Maudet) (1904-1994)
- Yves Ciampi
- René Clair (pr.i. Chomette)
- Christian Clavier ?
- Stéphane Clavier
- René Clément
- Pierre Clémenti
- Maurice Cloche
- Henri-Georges Clouzot
- Jean Cocteau
- Benoît Cohen?
- Émile Cohl (Courtet) (animator)
- Henri Colpi (montažer, režiser, publicist švic. porekla)
- Jean Commandon
- Jacques Companeez (scenarist)
- Nina Companeez
- Claude Confortès
- Antony Cordier
- Alain Corneau
- Clovis Cornillac
- Catherine Corsini
- Costa-Gavras (Constantin Gavras; grško-francoski)
- Delphine Coulin
- Muriel Coulin
- Emmanuel Courcol
- Louise Courvoisier
- Olivier Coussemacq
- Jacques-Yves Cousteau (naravoslovno-dokumentarni)
- Raoul Coutard (snemalec, režiser)
- Antoine Cuypers
- Isabelle Czajka

## D
- Audrey Dana
- Louis Daquin
- Jean-Pierre Dardenne & Luc Dardenne (belgijsko-francoska)
- Robert Darène (1914-2016)
- Jean-Pierre Darroussin
- Jules Dassin
- Guy Davidi
- Robin Davis
- Josée Dayan
- Guy Debord
- Henri Decaë (snemalec-direktor fotografije)
- Didier Decoin (scenarist)
- Henri Decoin
- André Deed (Henri André Augustin Chapais)
- Jean Delannoy
- Émilie Deleuze
- Benoît Delépine
- Louis Delluc ...
- Xavier Deluc
- Julie Delpy
- Richard Dembo
- Jacques Demy
- Claire Denis
- Jean-Pierre Denis
- Jacques Deray
- Arnaud Desplechin
- Michel Deville
- Robert Dhéry
- Audrey Diwan
- Jacques Doillon
- Lola Doillon
- Jacques Doniol-Valcroze
- Valérie Donzelli
- Olivier Doran
- Michel Drach
- Jean-Paul Étienne Dreyfus (ps. Jean-Paul Le Chanois)
- Jean Dréville (1906-97)
- Carl Theodor Dreyer
- Julia Ducournau
- Marc Dugain
- Maurice Dugowson
- Germaine Dullac
- Bruno Dumont
- François Dupeyron
- Quentin Dupieux
- Albert Dupontel
- Marguerite Duras
- Jean-Pierre Duret
- Julien Duvivier

## E
- Pascal Elbé
- Jérémie Elkaïm
- Jihan El-Tahri (libanonsko-francoska)
- Robert Enrico
- Jean Epstein
- Jean-Yves Escoffier ?
- Pierre Étaix
- Jean Eustache

## F
- Coralie Fargeat
- Jean-Pol Fargeau (scenarist)
- Nicolas Farkas (madž. rodu)
- Christian Faure
- Jean Faurez
- Léa Fehner
- Jean-Loup Felicioli
- René Féret
- Pascale Ferran
- Alain Ferrari
- Laurence Ferreira Barbosa
- Louis Feuillade
- Jacques Feyder
- Sophie Fillières
- Emmanuel Finkiel
- Laurent Firode
- David &Stéphane Foenkinos
- Peter Foldes (madž.-britan.-franc. animator)
- Anne Fontaine
- Sara Forestier
- Jérôme Foulon
- Georges Franju
- Thierry Frémaux
- Serge Frydman (scenarist)

## G
- (Charlotte Gainsbourg)
- Zoe Galeron (scenaristka)
- Abel Gance
- Vincent Garenq
- Pierre Granier-Deferre
- Louis Garrel
- Philippe Garrel
- Romain Gary
- Louis J. Gasnier (fr.-amer.)
- Tony Gatlif (pr.i. Michel Dahmani) (romskega rodu)
- Armand Gatti
- Marielle Gautier
- Alexandre Gavras
- Costa (Constantin) Gavras (grško-francoski)
- Julie Gavras
- Romain Gavras
- Paul Gégauff
- Xavier Gens
- Charles Gérard (armenskega rodu)
- Xavier Giannoli
- Jean Giono (scenarist, režiser, producent)
- José Giovanni (Joseph Damiani)
- Ana Girardot
- François Girault
- Jean Girault
- Francis Girod (1944-2006)
- Stéphane Giusti
- Félix de Givry
- Agnès Godard (direktorica fotografije)
- Jean-Luc Godard
- Philippe Godeau
- Michel Gondry
- Olivier Gorce (scenarist)
- Guillaume Gouix
- Manuela Gourary
- Patrick Grandperret
- Gilles Grangier
- Pierre Granier-Deferre
- Elie Grappe
- Éric Gravel
- Eduardo de Gregorio (argentinsko-angl.-francoski)
- Jean Grémillon
- Edmond Gréville
- Paul Grimault (animator)
- Henri Gruel
- Robert Guédiguian
- Pierre-Erwan Guillaume (scenarist)
- Alain Guiraudie
- Graham Guit
- Harpo Guit
- Sacha (Alexandre-Pierre Georges) Guitry (rusko-francoski)
- Alice Guy-Blaché

## H
- Jean Halain (scenarist)
- André Halimi
- Lucile Hadzihalilovic
- Mia Hansen-Løve
- Marcel Hanoun
- Michel Hazanavicius
- René Le Hénaff
- Laurent Herbiet (scenarist...)
- Mikhaël Hers
- Eric Heumann
- Laurent Heynemann
- Esther Hoffenberg
- Christophe Honoré
- Robert Hossein
- Armel Hostiou
- Michel Houellebecq
- André Hunebelle
- Yves-André Hubert
- Danièle Huillet (1936-2006)
- Caroline Huppert
- Gérald Hustache-Mathieu

## I
- Otar Iosseliani (gruzinsko-rusko-francoski)
- Joris Ivens (nizozemsko-francoski)

## J
- Bénoît Jacquot
- Just Jaeckin
- Olivier Jahan
- Frédéric Jardin
- Pascal Jardin (scenarist)
- Victorin Jasset
- Jean-Jacques Jauffret
- Henri Jeanson (scenarist)
- Alain Jessua
- Jean-Pierre Jeunet
- Cédric Jiménez
- Léo Joannon
- Alejandro Jodorowsky (čilsko-francoski)
- Alex Joffé
- Arthur Joffé
- Pierre Jolivet
- Eva Jospin
- Thierry Jousse
- Marcel Jullian (scenarist)

## K
- Cédric Kahn
- Nelly Kaplan
- Mathieu Kassovitz
- Pierre Kast
- Boris Kaufmann (snemalec, brat Dz. Vertova)
- Abdellatif Kechiche
- Gustave Kervern (& Benoît Delépin)
- Yannick Kergoat (direktor fotografije)
- Franck Khalfoun
- Abbas Kiarostami (iransko-francoski)
- Krzysztof Kieślowski (poljsko-francoski)
- Cédric Klapisch
- Jean Knoertzer
- Jan Kounen (nizozemsko-francoski)
- Alexandre Korda
- Hubert Koundé
- Gérard Krawczyk
- Stéphane Kurc (ukrajinsko-francoski)
- Diane Kurys
- Ado Kyrou

## L
- Maurice Labro
- Philippe Labro
- Jeanne Labrune
- Georges Lacombe
- Jean-François Laguionie (animator)
- René Laloux (animator)
- Michel Lang
- Annick Lanoë
- Claude Lanzmann
- Denys de La Patellière
- Anne Larricq
- Arnaud Larrieu
- Jean-Marie Larrieu
- Éric Lartigau
- Hervé Lasgouttes
- Georges Lautner
- Gérard Lauzier
- Jean Laviron
- Charles-Gustave-Auguste Le Bargy
- Jean-Paul Le Chanois (=J.-P. Dreyfus)
- Patrice Leconte
- Julie Lecoustre &Emmanuel Marre
- (Roger Leenhardt)
- (Fernand Léger)
- Xavier Legrand
- Philippe Le Guay (scenarist)
- Claude Lelouch (1937-)
- Gilles Lellouche
- Valérie Lemercier
- Jan Lenica (polj.-franc. animator)
- Blandine Lenoir
- Denis Lenoir (direktor fotografije)
- Anne Le Ny
- Jean-Baptiste Léonetti
- Didier Le Pêcheur
- Francis Leroi
- Yorick Le Saux (direktor fotografije)
- François Leterrier
- Louis Leterrier
- Grégory Levasseur (scenarist)
- Michel Léviant
- Marcel L´Herbier
- Hervé Lièvre
- Jean-Pierre Limosin
- Max Linder (Gabriel Leuvielle)
- Vincent Lindon
- Roger Lion
- Philippe Lioret
- Anatole Litvak (ukrajinsko-francoski)
- Jean Lods
- Julie Lopes-Curval
- Olivier Lorelle (scenarist)
- Marceline Loridan Ivens (1928-2018)
- Éli Lotar (sin T. Arghezija)
- Bernard Louargant
- Eugène Lourié
- Sven Løve (scenarist)
- Camille Lugan
- William Lubtchansky (direktor fotografije)
- Brata Lumière
- Édouard Luntz
- Jean Luret
- Noémie Lvovsky
- Ladj Ly

## M
- Josephine Mackerras
- Moussa Maaskri (scenarist alžirskega rodu)
- Jacques Maillot
- Maïwenn (Le Besco)
- Louis Malle
- André Malraux ?
- Man Ray (Emmanuel Rudnitsky; ameriško-francoski)
- Jean Marais ?
- Naël Marandin
- Gilles Marchand
- Christian Marquand
- Jean Marques Rivi`ere &Jean-Paulč Mamie ("Paul Riche")
- Chris Marker ("SLON")
- Tonie Marshall
- Pierre-François Martin-Laval
- Olivier Masset-Depasse
- Laetitia Masson
- Mounia Meddour (alžirsko-francoska)
- Ursula Meier
- Georges Méliès (1861-1938)
- Jean-Pierre Melville (pr.i. J.-P. Grumbach)
- Robert Ménégoz
- Denis Ménochet
- Marie-Castille Mention-Schaar
- Kad Merad (alžir.-franc.)
- Louis Mercanton
- Victoria Mercanton
- Bruno Merle
- Agnès Merlet
- Félix Mesguich (1871-1949) (snemalec)
- Radu Mihăileanu (romunsko-francoski)
- Claude Miller
- Gérard Miller
- Jean-Louis Milesi
- Gilles Mimouni (arhitekt)
- Hervé Mimran
- Jean-Pierre Mocky (Jean-Paul Adam Mokiejewski) (polj.-fr.)
- Léonide Moguy (Leonid Mogilevski) (rus.-fr.)
- Yann Moix
- Nadir Moknèche
- Xabi Molia (scenarist)
- Édouard Molinaro
- Dominik Moll
- Patricia Moraz (scenaristka)
- Gérard Mordillat
- Jeanne Moreau
- Gaël Morel
- Pierre Morel
- Emmanuel Mouret
- Claude Mouriéras
- Musidora (Jeanne Roques)
- Jeff Musso (Joseph Cesar)
- Léa Mysius

## N
- Olivier Nakache (& Éric Toledano)
- Géraldine Nakache
- Safy Nebbou
- Guillaume Nicloux
- Gaspar Noé

## O
- Michel Ocelot (animator)
- Christophe Offenstein (direktor fotografije)
- Sylvie Ohayon
- Fabien Onteniente
- Marcel Ophüls (dokumentarist) (1927-2025)
- Max Ophüls (Maximillian Oppenheimer) (nemško-franc.)
- Stéphane Osmont
- Dominique Othenin-Girard
- Gérard Oury
- François Ozon

## P
- Marcel(lo) Pagliero (francosko-italijanski)
- Marcel Pagnol
- Jean Painlevé
- Arnaud des Pallières
- Nikos Papatakis (1918-2010) (etiopsko-fr.)
- Nicolas Pariser
- Vincent Paronnaud - Winshluss (stripar in filmar)
- Christine Pascal
- Arnold Pasquier (scenarist)
- Denys de La Patellière
- Charles Pathé (1863-1957) (izumitelj, filmski industrijalec, producent, režiser)
- Marco Pauly (TV)
- Olivier Péray
- Georges Perec
- Étienne Périer
- Jean-Gabriel Périot
- Jean-Luc Perréard
- Léonce Perret
- Francis Perrin
- Laurent Perrin
- Louis-Julien Petit
- Nicolas Philibert
- Maurice Pialat
- Stéphanie Pillonca-Kervern
- Claude Pinoteau
- Gérard Pirès
- Roger Planchon
- Bruno Podalydès
- Alain Poiré (producent, scenarist)
- Jean-Marie Poiré
- Léon Poirier
- Roman Polanski (poljsko-francoski)
- Melvil Poupaud
- Jean-Bernard Pouy (scenarist)
- Pascale Pouzadoux
- Pierre Pradinas
- Jacques Prévert (scenarist)
- Pierre Prévert
- Charles Prince
- Martin Provost

## Q
- Katell Quillévéré

## R
- Jean Rabier (direktor fotografije-snemalec)
- Julien Rambaldi
- Pascal Rambert
- Willy Rameau
- Bernard Rapp
- Jean-Paul Rappeneau
- Julien Rappeneau
- François Reichenbach (dokum.)
- Yves Rénier
- Alain Resnais
- Pierre Richard
- Jacques Rivette
- Claude Renoir (snemalec)
- Jean Renoir
- Alain Resnais (1922-2014)
- Jean-Michel Ribes
- Roger Richebé
- Jean-François Richet (scenarist)
- Jacques Rivette (1928-2016)
- Alain Robbe-Grillet
- Denis Robert
- Yves Robert
- Jean-François Robin (snemalec)
- Antoine Roch (direktor fotografije)
- Éric Rochant
- Éric Rohmer (1920-2010)
- Maurice Ronet
- Frédéric Rossif (dokum.)
- Brigitte Roüan
- Jean Rouch
- Jacques Rouffio (1928-2016)
- Raymond Rouleau (belgijsko-fr.)
- Georges Rouquier
- Jacques Rozier
- Jean-Marc Rudnicki
- Christophe Ruggia
- Raúl Ruiz (Raoul Ruiz) (čilensko-francoski)
- Camille Rutherford
- Alexandre Ryder (1891–1966)

## S
- Lani Sagoyou
- Paul Saintillan
- Huner Saleem (kurdsko/iraško-it.-francoski)
- Jérôme Salle
- Pierre Salvadori
- Yann Samuell
- Anne Sarraute (montažerka)
- Marjane Satrapi (iranskega rodu)
- Claude Sautet
- Jean-Stéphane Sauvaire
- Frédéric Schoendoerffer
- Pierre Schoendoerffer
- Céline Sciamma
- Jean-Jacques Sempé (animator)
- Léonor Serraille
- Michel Serrault
- Coline Serreau
- Florent Emilio Siri
- Joann Sfar
- Denis Sneguirev (rusko-franc.)
- Alain Soral
- Charles Spaak (scenarist)
- Michel Spinosa
- Ladislas Starevitch (Władysław Starewicz/Vladislav Starevič) (animator rus.-polj. porekla)
- Jean Stelli
- Bernard Stora
- Jean-Marie Straub (francosko-nemški)
- Michel Subiela
- Steve Suissa
- Léopold Survage (Leopold Friedrich Sturzwage) (rus./nem.-franc. animator)
- Bob Swaim

## T
- Jean-Charles Tacchella
- Carine Tardieu
- Jacques Tati (Taticheff; ruskega rodu)
- Alexandre Tarta
- Bertrand Tavernier (1941-2021)
- Colo Tavernier (angl.franc. scenaristka)
- Pierre Tchernia
- André Téchiné
- Laurent Tirard
- Éric Toledano
- Victor Tourjansky (Vjačeslav K.Turžanski) (ukrajin.-franc.)
- Jacques Tourneur (amer.-franc.; sin spodnjega)
- Maurice Tourneur (pr.i. Maurice Thomas) (franc.-amer.)
- Trần Anh Hùng
- Jean-Louis Tribes
- Justine Triet
- Nadine Trintignant (r. Nadine Marquand)
- François Truffaut

## V
- Roger Vadim
- Marcel Vandal
- Nicolas Vanier
- Agnès Varda (belgijsko-fr.) (1928-2019)
- Francis Veber
- Philippe Venault
- Jean-Pierre Vergne
- Robert Vernay
- Henri Verneuil (armen. rodu, scenarist ...)
- Marion Vernoux
- Pierre Véry (scenarist)
- Sacha Vierny
- Jean Vigo
- Alexandre Villeret
- Éric Vuillard

## W
- Élie Wajeman
- Régis Wargnier
- Emil Weiss
- René Wheeler (scenarist in režiser)
- Lambert Wilson
- Alice Winocour (scenaristka)

## Z
- Florian Zeller
- Claude Zidi
- Andrzej Żuławski (poljsko-francoski)